# Skippers Aviation
Skippers Aviation — австралийская авиакомпания со штаб-квартирой в городе Перт, работающая в сферах чартерных и  регулярных региональных пассажирских перевозок внутри страны, бизнес-авиации по контрактам с компаниями горнодобывающих отраслей Западной Австралии, а также обеспечивающей работу поисково-спасательных групп и бригад скорой медицинской помощи (санитарная авиация).
Портом приписки перевозчика и его главным транзитным узлом (хабом) является аэропорт Перта.

## Маршрутная сеть
Маршрутная сеть регулярных перевозок авиакомпании Skippers Aviation распространяется из аэропорта Перта на следующие пункты назначения:
- Лавертон
- Лейнстер
- Леонора
- Микатарра
- Маунт-Меджнет
- Уилуна
- Кэрнарвон
- Манки-Миа
- Калбарри

Skippers Aviation также является крупнейшим авиаперевозчиком Западной Австралии, работающим по чартерным контрактам на перевозку вахтовиков с более, чем пятнадцатью предприятиями горнодобывающей промышленности штата. Еженедельно по этим контрактам самолёты авиакомпании выполняют более ста рейсов. Постоянные клиенты Skippers Aviation:
- Jundee Gold Mine
- Darlot-Centenary Gold Mine
- Granny Smith Gold Mine
- Lawlers Gold Mine
- Plutonic Gold Mine
- Sunrise Dam Gold Mine
- Norseman Mine
- Karara Mine
- Shay Gap Yarrie Mine
- Forrestania Western Area Mine

## Флот
В августе 2011 года воздушный флот авиакомпании Skippers Aviation составляли следующие самолёты:
- 4 de Havilland Canada DHC-8-100 Dash 8
- 6 de Havilland Canada/Bombardier DHC-8-300 Dash 8
- 6 Embraer EMB 120ER Brasilia
- 5 Fairchild SA227-DC Metro 23
- 5 Cessna 441 Conquest II

## Авиапроисшествия и несчастные случаи
- 26 июня 2007 года. При совершении посадки на взлётно-посадочную полосу аэродрома Джанди (Западная Австралия) экипаж Embraer EMB 120ER Brasilia принял решение об уходе на второй круг. В процессе выполнения ухода на высоте 50 футов над землёй возник крен в 40 градусов. После восстановления контроля за самолётом экипаж зафиксировал остановку левого двигателя в связи с отсутствием топлива в баке[3].